# José María Izaguirre
José María Izaguirre e Izaguirre (Bayamo, Oriente, Cuba, 14 de mayo de 1828 - La Habana, Cuba, 8 de septiembre de 1905), fue un patriota, pedagogo y poeta cubano. Fue general del Ejército Libertador de Cuba durante la Guerra de los Diez Años (1868-1878). Su hermano, Eligio Izaguirre, también fue general y ocupó brevemente cargos en el gobierno de la República de Cuba en Armas, muriendo en la guerra en 1869. 

## Orígenes y estudios
Nació en Bayamo, el 14 de mayo de 1828. Era hijo de José María Izaguirre y Manuela Izaguirre. Se casó con Hercilia Eva Piñar. Se desconoce si tuvieron hijos.
Estudió primero en Matanzas. En 1842 marchó a La Habana, al colegio San Carlos. En 1846 se graduó con el título de bachiller en filosofía y letras.

## Conspiraciones
Desde agosto de 1867 comenzó a conspirar para iniciar la lucha independentista. 
Estableció contacto directo con Carlos Manuel de Céspedes y participó en la fundación de la logia masónica "Buena Fe", en abril de 1868.

## Guerra de los Diez Años
Electo delegado a la Asamblea de Guáimaro por el Distrito de Jiguaní. Fue uno de los redactores de la Constitución de 1869, proponiendo la división del país en cuatro estados: Oriente, Camagüey, Las Villas y Occidente.
El 9 de mayo de 1870, el presidente Céspedes envió a Izaguirre de misión a la colonia británica de Jamaica a recaudar fondos para la lucha. Luego, marchó a Nueva York, en Estados Unidos, para la misma cuestión. 
Recorrió parte de Estados Unidos, contactando con los exiliados cubanos en Filadelfia, Nueva Orleans y Cayo Hueso, lugares en los que consiguió gran cantidad de fondos para la causa cubana.

## Después de la Guerra de los Diez Años
José María Izaguirre, en Guatemala siendo director del entonces prestigioso Instituto Nacional Central para Varones, le escribió en mayo de 1894 una carta a José Martí ofreciéndole el cargo de profesor de Literatura y de Ejercicios de Composición. Izaguirre, además de ocuparse de las labores docentes, organizaba veladas artísticas y literarias a las que Martí asistía con frecuencia.  Por su trayectoria patriótica fue designado delegado del Partido Revolucionario Cubano. Igualmente, fue representante de la República de Cuba en Armas en Nicaragua.
Después de veintiocho años fuera de Cuba regresó en 1898, tras el fin de la dominación española en la isla. Publicó un libro llamado "Asuntos Cubanos", el cual narra sucesos de la Guerra Grande (1868-1878).

## Muerte
Falleció de causas naturales en La Habana, el 12 de diciembre de 1905.